# میربهزاد شهریاری
میربهزاد شهریاری (زادهٔ ۱۳۳۳ شهرستان دشتی - درگذشتهٔ ۱۳۶۰ تهران) از اولین نمایندگان مجلس شورای اسلامی (مجلس اول) از منطقه رودباران (شهرستان‌های جنوبی استان بوشهر) و از ترورشدگان انفجار دفتر حزب جمهوری اسلامی در هفتم تیر ماه سال ۱۳۶۰ در تهران است.
وی از فعالان سیاسی علیه حکومت پهلوی و عضو حزب جمهوری اسلامی بود. تحصیلات او کارشناسی، در رشته فقه و مبانی اسلامی‌بود.

## زندگی‌نامه
میربهزاد شهریاری در ۱۷ دی ۱۳۳۳ خورشیدی در روستای بحیری از توابع شهرستان دشتی در استان بوشهر به دنیا آمد. پدرش سید محمدطاهر شهریاری شاعر و متخلص به شفیق از روحانیانی بود که سابقه مبارزاتی او به زمان رضاخان (مبارزه پیگیر او علیه کشف حجاب رضاخانی) بازمی‌گردد.
تحصیلات ابتدایی را در رودباران و دیپلم ادبی را در بوشهر اخذ کرد. سپس با شرکت در کنکور، در رشته الهیات و معارف اسلامی (فقه و مبانی حقوق اسلامی) دانشگاه مشهد پذیرفته شد؛ و از اساتید حوزه علمیه، از جمله سید علی خامنه‌ای نیز بهره‌ها گرفت. سپس دبیر مدارس آموزش و پرورش خورموج شد.

## نمایندگی مجلس شورای اسلامی
شهریاری در انتخابات اولین دوره مجلس شورای اسلامی با کسب ۸۴٫۴۰ درصد از کل آرای ماخوذه (۳۳٬۰۴۵ رای) بعنوان نماینده مردم رودباران به مجلس راه یافت و در کمیسیون کشاورزی و عمران روستائی مجلس فعالیت کرد. او در مراسم افتتاح نخستین دوره مجلس شورای اسلامی بعنوان منشی هیئت رئیسه سنی انتخاب شد. در طول حضور در مجلس مدافع دولت رجایی بود. وی یکی از استیضاح کنندگان بنی صدر بود.
میربهزاد شهریاری در جلسه شورای مرکزی حزب جمهوری اسلامی که هفتم تیر ماه سال ۱۳۶۰ در سرچشمه تهران برگزار شد شرکت کرد و بدنبال انفجار دفتر حزب جمهوری اسلامی درگذشت. وی در زادگاهش روستای بحیری، در قبرستان خانوادگیشان در کنار مزار پدر دفن شد.